# Skårdals skate

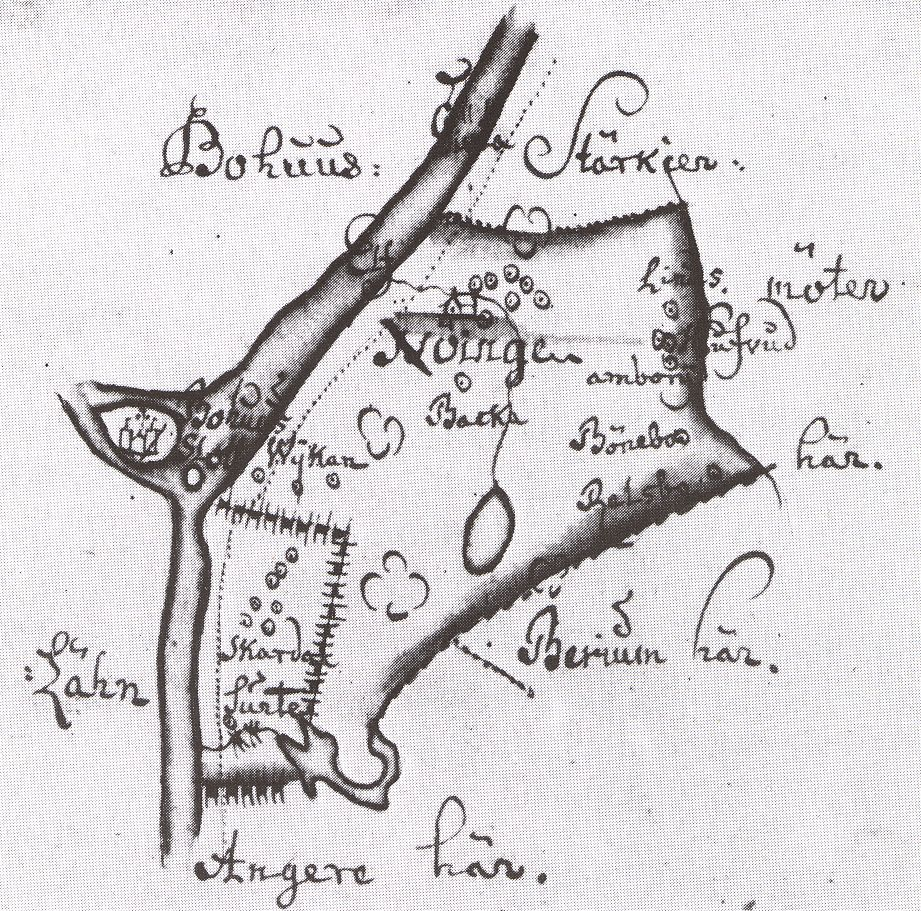
Nödinge socken inklusive Skårdals skate ca 1715.

Skårdals skate var förr namnet på ett litet landområde på östra sidan av Göta älv i höjd med Bohus fästning och några kilometer söderut. Detta område definieras som en exklav som under omkring 200 år fram till 1658 tillhörde Norge, men saknade landgräns till dessa länder.

## Uppkomst
Området överfördes från Ale härad i Sverige till Västra Hisings härad i Norge på 1400-talet. 
Det innebar att innevånarna i byn Skårdal (dvs nuvarande stationssamhället Bohus) och norra delen av gamla byn Surte i nuvarande Ale kommun, det s.k "Danska Surte", hade skattskyldighet i Norge och tillhörde det norsk Bohusläns rättsväsende, men samtidigt tillhörde kyrkligt den svenska församlingen Nödinge. Man hörde "Med själen till Västergötland och med kroppen till Bohuslän". Södra delen av Surte eller "Svenska Surte" hörde till Angereds socken och Vättle härad.

## Konsekvenser
Eftersom Danmark genom Skårdals skate hade landområde på båda sidor av älven, så kunde man ta upp tull från förbipasserande på Göta älv och landsvägen utefter älven. Ett svenskt motdrag blev att anlägga en väg på höjderna runt området, och den s.k "Danska vägen" återfinns i Surte ännu idag. Däremot kom man inte runt fartygstullen, vilket gjorde att staden Lödöse flyttades närmare älvmynningen och blev Nya Lödöse.
De högt belägna sjösystemen på Alefjäll och Vättlefjäll domineras här av Surtesjöarna, där avrinningen sker genom Surte bäck. Eftersom fallhöjden var 98 meter, så användes bäcken tidigt till kvarnverksamhet, eventuellt en huvudandledning för danskarna att utnyttja området, då man därigenom fick mjöl och gryn till fästningarna.
En befästning, Skårdals skans, uppfördes på höjderna ovanför nuvarande Bohus skola, och var inblandad i stridigheter under Hannibalsfejden 1644-45. Skansen intogs av svenskarna på hösten 1644, men återtogs av danskarna under befäl av Ove Giedde den 27 januari 1645.
Då man från danska Bohuslän kunde komma över till östra sidan av Göta älv via Skårdals skate utan att passera riksgräns, så var smuggling av varor nattetid härifrån vidare till Sverige via den oländiga terrängen i Ale- och Vättlefjäll en lönande sysselsättning.
Svenska regler för krogverksamhet kunde också kringgås, till exempel var krogen Columbo vid Jordfallet (vid nuvarande Jordfallsbron) inne i Skårdals skate, egentligen för nära den svenska krogen vid Viken (Lilla Viken) om svenska regler hade gällt utefter hela älvstranden.

## Efter 1658
Efter Bohusläns införlivning med Sverige 1658 kom Skårdals by (nuvarande Bohus stationssamhälle) och norra Surte i Nödinge socken att fortfarande tillhöra Göteborgs och Bohus län, till skillnad från övriga delar av Nödinge socken som hörde till Ale härad i Älvsborgs län. 1889 ändrades gränsen så att Skårdal kom att ha samma härads- och länstillhörighet som övriga delar av Nödinge socken. Södra delen av Surte hörde fram till 1935 till Angereds socken, då det slutligen övergick till Nödinge socken.
Axel Oxenstierna införde begreppet län i 1634 års regeringsform och därmed försvann begreppet landskap. Detta innebär enligt Lantmäteriet att landskapsgränser skall i princip betraktas som oföränderliga sedan år 1634. Några undantag har dock gjorts under 1800-talet samt landskapet Norrbotten skapades 1995. Skårdals skate flyttades vid ingången av 1889 från Göteborgs och Bohus län till Älvsborgs län, men tillhör fortsatt landskapet Bohuslän enligt Lantmäteriet.

### Fotnoter
1. 1 2 3  Gustafsson, Kenneth m.fl: Bohus fästning 700 år - Antologi kring jubileet 2008, Kungälv 2008 ISBN 978-91-88848-11-6  sid 89-118
2. ↑  Befolkningsstatistik 1890, sid 46 (Anmärkningar till Elfsborgs län, not 11), Statistiska Centralbyrån (SCB) PDF
3. ↑  Folkmängden inom administrativa områden den 31 december 1934 Arkiverad 3 februari 2018 hämtat från the Wayback Machine., sid 46 (Anmärkningar till Älvsborgs län, not 6), Statistiska Centralbyrån (SCB) PDF